# Hanchinal, Shahpur
Hanchinal là một làng thuộc tehsil Shahpur, huyện Gulbarga, bang Karnataka, Ấn Độ.